# Stadler GTW 4/12
Il GTW 4/12 è un'automotrice articolata ferroviaria leggera prodotta dalla svizzera Stadler Rail, studiata per essere impiegata nel trasporto locale. Appartiene alla famiglia delle automotrici articolate GTW ed è prodotta in due versioni: quella a trazione elettrica (EMU) e quella diesel (DMU).
Il costruttore denomina i veicoli GTW con il rapporto tra il numero di assi motori ed il numero di assi totale. Il modello 4/12 si presenta quindi con quattro assi motori, ubicati nella sezione centrale, su un totale di dodici assi. Si tratta in sostanza di due moduli GTW 2/6 il cui accoppiamento centrale è stato sostituito da un intercomunicante.

## Storia
Il modello GTW 4/12 è stato concepito agli inizi del XXI secolo riprendendo il progetto dell'automotrice articolata GTW 2/6.
Di questo modello, i primi due convogli a trazione diesel che sono stati costruiti furono quelli richiesti dalla ST nel 2005. Essi entrarono in servizio nei due anni successivi e furono classificati ATR 120.
Nel 2009, Stadler Rail vinse due gare che comportarono la fornitura di questa tipologia di convogli in due regioni italiane:
- quella indetta da Ferrovienord per la fornitura di undici treni diesel-elettrici da impiegare sulla ferrovia Monza-Molteno-Lecco per la linea S7 del servizio suburbano (Lecco-Besana Brianza-Milano Porta Garibaldi[2][3];
- quella indetta congiuntamente da ST e da Ferrovie Emilia Romagna (FER) che prevedeva anche la fornitura di due GTW 4/12 da consegnare alla sola impresa ferroviaria veneta. Questi treni vennero costruiti congiuntamente con l'AnsaldoBreda: la Stadler Rail si occupò infatti di realizzare i veicoli di testa dei convogli, l'impiantistica di trazione e degli ausiliari di bordo, i carrelli motori e portanti, mentre all'azienda italiana spettò la realizzazione delle carrozze intermedie, dell'allestimento e della composizione finale del treno che sarebbe stato consegnato ai gestori presso lo stabilimento di Pistoia[4].

I modelli acquistati da Ferrovienord entrarono progressivamente in servizio sulla Monza–Molteno a partire dal 12 settembre 2011.
Il 31 luglio dell'anno seguente arrivò a Piove di Sacco la prima unità di quelle spettanti a Sistemi Territoriali, immatricolata come ATR 126.001. La seconda unità seguì nei mesi successivi e i due mezzi furono presentati al pubblico il 12 dicembre dello stesso anno.

### Versioni
| Gruppo  | Immagine | Società              | Anno      | Quantità | Scartamento | Trazione |
| ------- | -------- | -------------------- | --------- | -------- | ----------- | -------- |
| ATR 120 |          | Sistemi Territoriali | 2006      | 2        | 1435 mm     | diesel   |
| ATR 125 |          | Trenord              | 2011-2018 | 20       | 1435 mm     | diesel   |
| ATR 126 |          | Sistemi Territoriali | 2012      | 2        | 1435 mm     | diesel   |

## Tecnica
Il convoglio del GTW 4/12 è composto da sei moduli: quattro casse - due pilota con cabina di guida e due rimorchiate - destinate al trasporto viaggiatori, e due moduli di trazione contenenti l'equipaggio motore, denominati powerpack o drive container, che forniscono la propulsione e l'energia all'intero convoglio.
I moduli motore funzionano anche come appoggio per le casse pilota con le rimorchiate e sono muniti di un corridoio al centro, largo 80 cm, che permette ai viaggiatori di attraversarli per transitare tra le casse. Le due casse rimorchiate sono invece collegate tra loro da un intercomunicante.
Le quattro casse sono dotate ognuna di un carrello portante. L'accesso è garantito da quattro porte su entrambi i lati, una per ogni cassa; per favorire l'incarrozzamento dell'utenza, esse sono posizionate nella parte a piano ribassato delle casse, la quale è posta ad un'altezza di 585 mm rispetto al piano del ferro e copre il 75% dello spazio complessivo a disposizione dei viaggiatori. Come nel caso del modello base, il GTW 2/6, la separazione funzionale tra casse e moduli di trazione è stata studiata allo scopo di ridurre le vibrazioni provenienti dal motore diesel, migliorando il comfort di viaggio dell'utenza.
L'equipaggiamento motore della versione diesel è ridondante. Di fatto si tratta di un treno con sistema di propulsione elettro-diesel, in quanto in ognuno dei due moduli motore sono presenti due gruppi di trazione composti da un motore diesel common rail MAN, un generatore elettrico asincrono, un convertitore di corrente ad IGBT e un motore elettrico, a sua volta asincrono.
Grazie al comando multiplo ed al gancio presente sui musi aerodinamici del convoglio è possibile accoppiare i convogli tra loro fino ad un massimo di tre unità.